# Metalurgia en Azerbaiyán
La producción metalúrgica en Azerbaiyán se considera alta debido a los grandes depósitos de alunita, minerales polimetálicos y depósitos de mineral de hierro entre otros. La industria metalúrgica azerbaiyana incluye metales ferrosos y no ferrosos.

## Metalurgia ferrosa
La metalurgia ferrosa incluye la extracción de hierro, fundición y refinación de mineral de hierro, laminación y producción de ferroaleaciones. Su producción nacional comenzó a satisfacer la demanda de la industria de petróleo y gas (debido a la producción de tuberías) y siguió creciendo para mejorar otras ramas de la industria. Los cuatro depósitos de mineral de hierro Dashkasan (Daşkəsən, South Dashkasan, Hamanchay, Demiroglu) en el valle de Goshagarchay juegan un papel clave en el desarrollo de la metalurgia ferrosa. Las ciudades de Bakú, Sumqayit y Dashkesan son los principales centros metalúrgicos en términos de extracción y procesamiento de mineral de hierro. La planta de laminación de tuberías de Sumqayit produce tuberías de perforación, revestimientos, tuberías, tuberías de petróleo y gas. Los depósitos de arcilla de bentonita en la aldea de Dash Salakhly, distrito de Gazakh, se utilizan en la fundición de acero. Baku Steel Company, la empresa metalúrgica más grande de Azerbaiyán, se inauguró en 2001 por iniciativa de Heydar Alíyev. Con dos hornos de arco eléctrico y tres líneas de laminación, la capacidad de producción anual de acero de la empresa aumentó a 1.000.000 de toneladas.

## Metalurgia no ferrosa
Las reservas de aluminio, cobre, molibdeno, cobalto, mercurio y, lo que es más importante, la electricidad para el proceso de fundición han llevado al desarrollo de la metalurgia no ferrosa. La mina Zeylik en el distrito de Daskasan es el principal proveedor de alunita para la producción de aluminio. El mineral extraído se transporta a través del ferrocarril Guschu-Alabashli hasta la planta de aluminio ubicada en la ciudad de Ganyá. El óxido de aluminio obtenido se lleva a la planta de Sumqayit para producir aluminio metálico. La planta de Ganyá produce ácido sulfúrico, óxido de aluminio y fertilizantes de potasio a través del aluminio extraído del depósito Zalik en Dashkesen. El óxido de aluminio también se produce en Sumqayit. AzerGold CJSC implementa la exploración, manejo, extracción, procesamiento y venta de depósitos minerales de metales preciosos y no ferrosos ubicados dentro de las fronteras del país. En 2017, el volumen de exportaciones de metales preciosos de la empresa, creada por decreto presidencial en 2015, ascendió a 77340 millones de dólares.

## Minería de oro
La minería de oro comenzó en Gədəbəy en 2009. En 2016, Azer Gold CJSC comenzó a extraer oro en el depósito Chovdar. En 2017, se extrajeron 6.390,8  kg de oro. La producción de oro en enero-mayo de 2018 ascendió a 2.081,7 kg, superando el período anterior en un 19,5%. En el primer trimestre de 2018, las exportaciones de la compañía ascendieron a $ 30 millones. En 2017, Anglo Asian Mining PLC, principal productor de oro de Azerbaiyán, produjo 59,617 onzas de oro en los depósitos de Gadir Ugur y Gosha.